# Ignacio Ambríz
Ignacio Ambriz (Cidade do México, 7 de fevereiro de 1965) é um ex-futebolista e atualmente treinador profissional defensor, goleiro, disputou a Copa do Mundo de 1994.

## Seleção
Ele atuou em 64 partidas e marcou 6 gols, pela Seleção Mexicana entre 1992 e 1995. estando na Copa do Mundo FIFA de 1994 e também na conquista da Copa Ouro de 1993. 

## Clubes
Ambríz com o Club Necaxa e fez parte das conquistas, nas  temporadas 1994-95, 1995-96 e assistente de Javier Aguirre, na equipes do Osasuna e Atlético de Madrid.

## Títulos
Necaxa
- Campeonato Mexicano: 1994-95 e 1995-96
- Copa México: 1994-95
- Recopa da CONCACAF: 1994

Seleção Mexicana
- Copa Ouro da CONCACAF: 1993